# Kūsaj-e Soflá
Kūsaj-e Soflá (persiska: كوسج سفلى) är en ort i Iran.   Den ligger i provinsen Zanjan, i den nordvästra delen av landet, 400 km väster om huvudstaden Teheran. Kūsaj-e Soflá ligger 1 823 meter över havet och antalet invånare är 274.
Terrängen runt Kūsaj-e Soflá är kuperad.Runt Kūsaj-e Soflá är det ganska glesbefolkat, med 30 invånare per kvadratkilometer. Närmaste större samhälle är Dandī, 12,0 km nordost om Kūsaj-e Soflá. Trakten runt Kūsaj-e Soflá består i huvudsak av gräsmarker.